# Mikel Úriz
Mikel Úriz Ancizu (Pamplona, 19 luglio 1989) è un cestista spagnolo.

## Palmarès
- Copa Princesa de Asturias: 1

San Sebastián: 2020